# Fosfinit

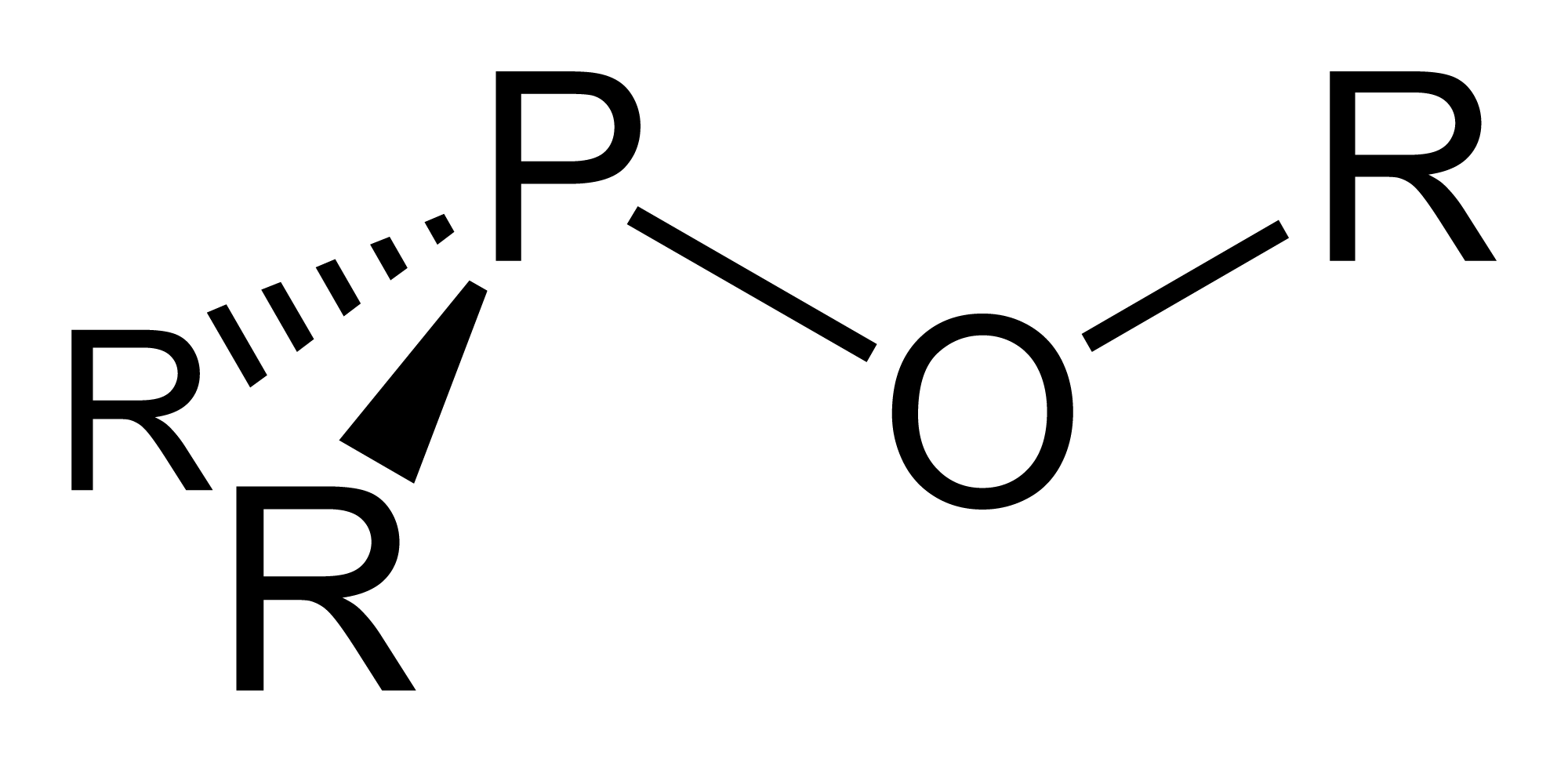
generell strukturformel

Fosfiniter är kemiska föreningar med den generella strukturformeln P(OR)R2.